# Tangra 2004/05

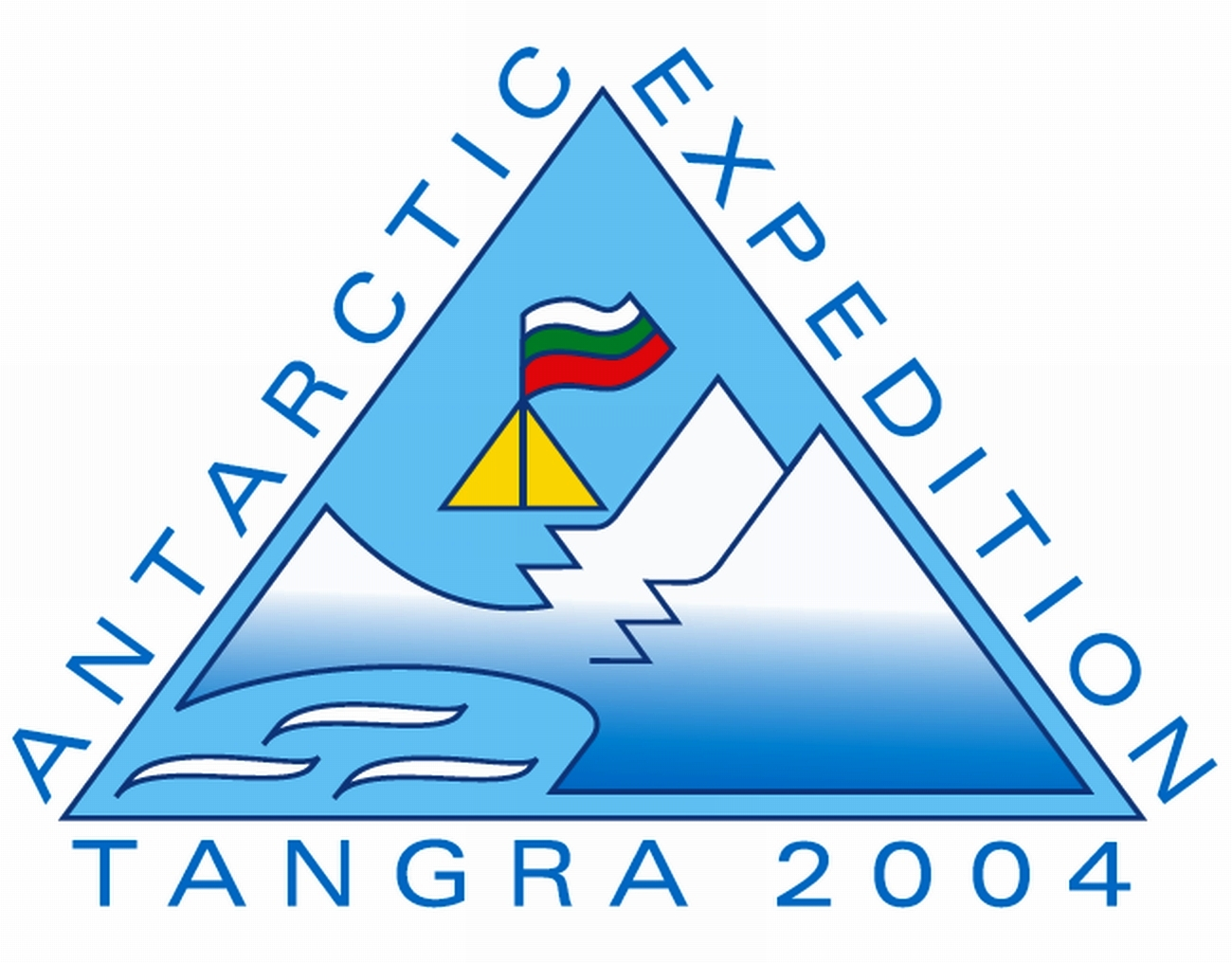
Logo wyprawy

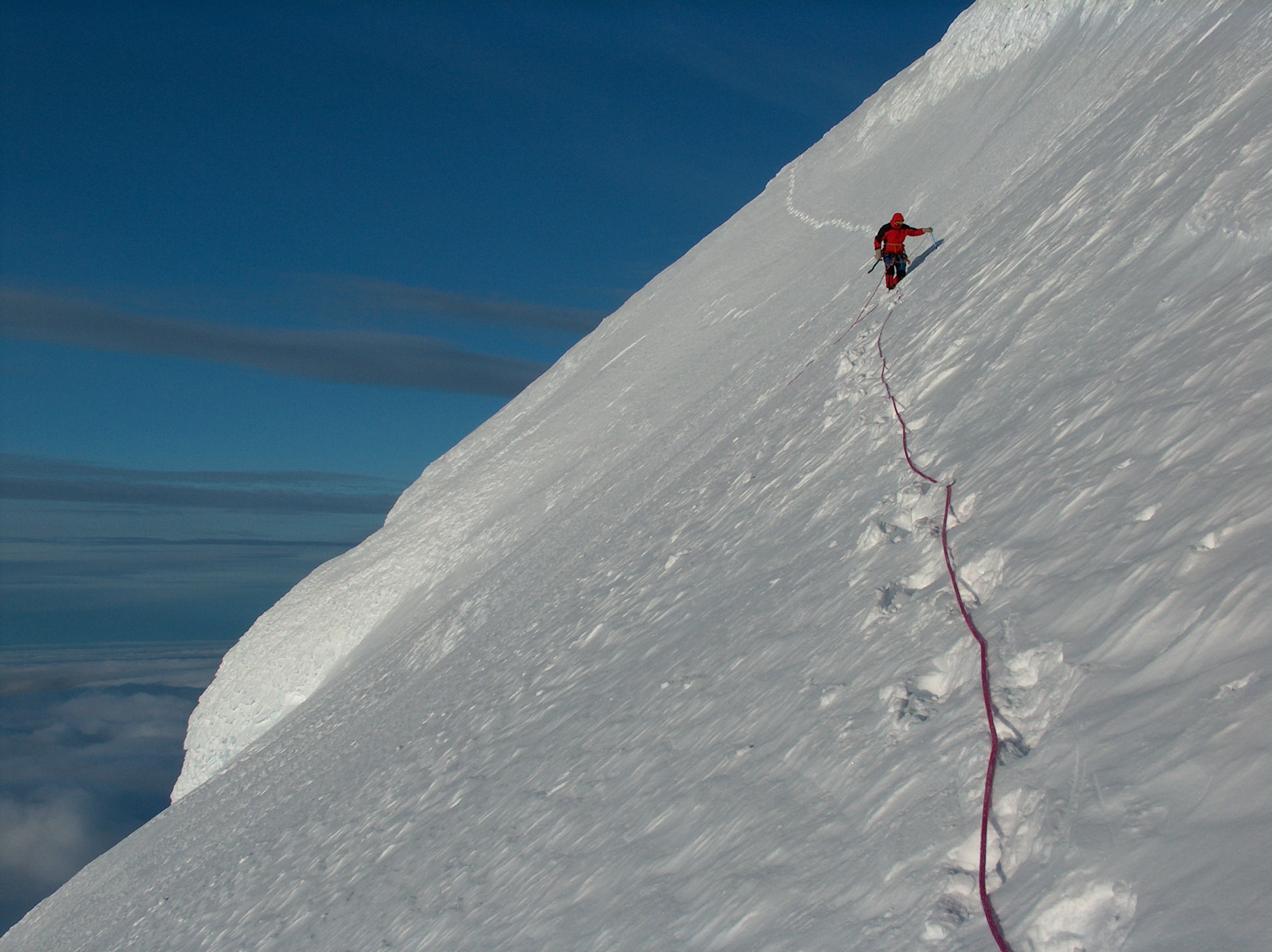
Prace terenowe na stoku szczytu Laskowec

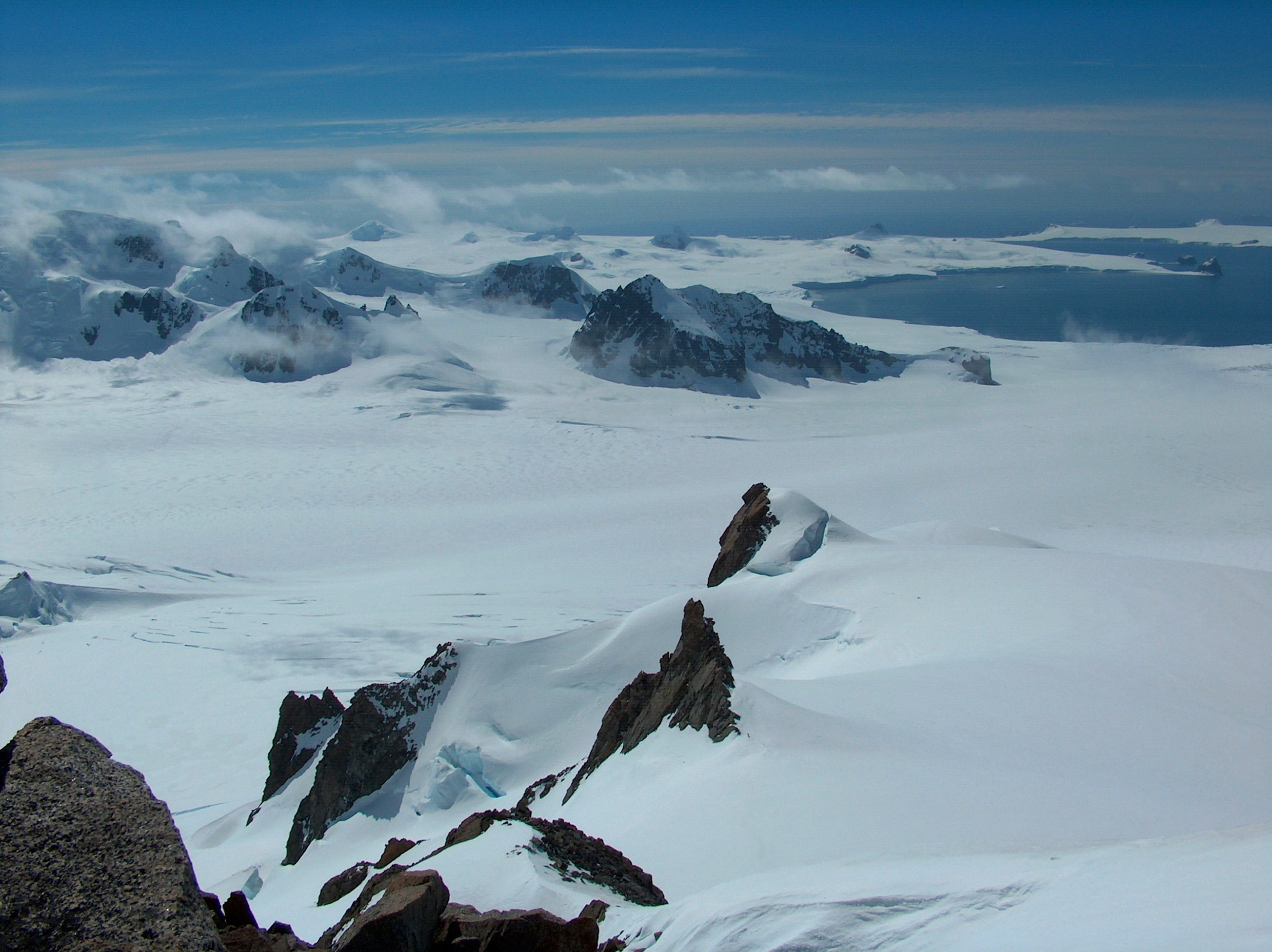
Grzbiet górski Lewski

Tangra 2004/05 – bułgarska ekspedycja naukowo-badawcza na Antarktydę w celu zbadania masywu górskiego Tangra na Wyspie Livingstona. Została ona zorganizowana przez Bułgarską Komisję Nazewnictwa Antarktycznego na zlecenie Ministerstwa Spraw Zagranicznych Bułgarii. Rezultatem badań jest skartografowanie po raz pierwszy 146 obiektów geograficznych oraz zaktualizowanie współrzędnych kolejnych 8 obiektów.

## Ekipa ekspedycji
Drużyna składała się z dwóch osób:
- dr Lubomir Iwanow (przewodniczący) – docent Instytutu Matematyki i Informatyki Bułgarskiej Akademii Nauk, przedstawiciel Bułgarskiej Komisji Nazewnictwa Antarktycznego
- Dojczin Wasilew – alpinista, zdobywca 5 himalajskich ośmiotysięczników, w tym Mount Everest

### Organizatorzy
Głównymi organizatorami i pomocnikami byli:
- Mitko Sybew i Michaił Michajłow – finansowanie z Petrol Holding
- Iwan Wasilew – transport sprzętu wyprawy z Sofii do Ushuaii
- Gerasim Sławow – satelitarne połączenie telefoniczne
- Rumen Janczew – ubezpieczenie
- Atanas Budew – ambasador Bułgarii w Buenos Aires

## Prace terenowe
Zespół Tangry 2004/05 pokonał na nartach lub pieszo dystans około 200 km, głównie w trudnych warunkach pogodowych i na niepewnym lodowym terenie, we wschodniej części Wyspy Livingstona. Po raz pierwszy zostały zdobyte nienazwane dotąd liczne grzbiety oraz szczyty górskie. Zebrane zostały obszerne topograficzne i geograficzne informacje wraz z koordynatami i wysokością nad poziomem morza. Określona została konfiguracja obecnej linii brzegowej i stref wolnych od lodu oraz wykonano szczegółową dokumentację fotograficzną wcześniej niezbadanych obszarów wewnętrznych Wyspy Livingstona i Greenwich Island.

## Rezultaty

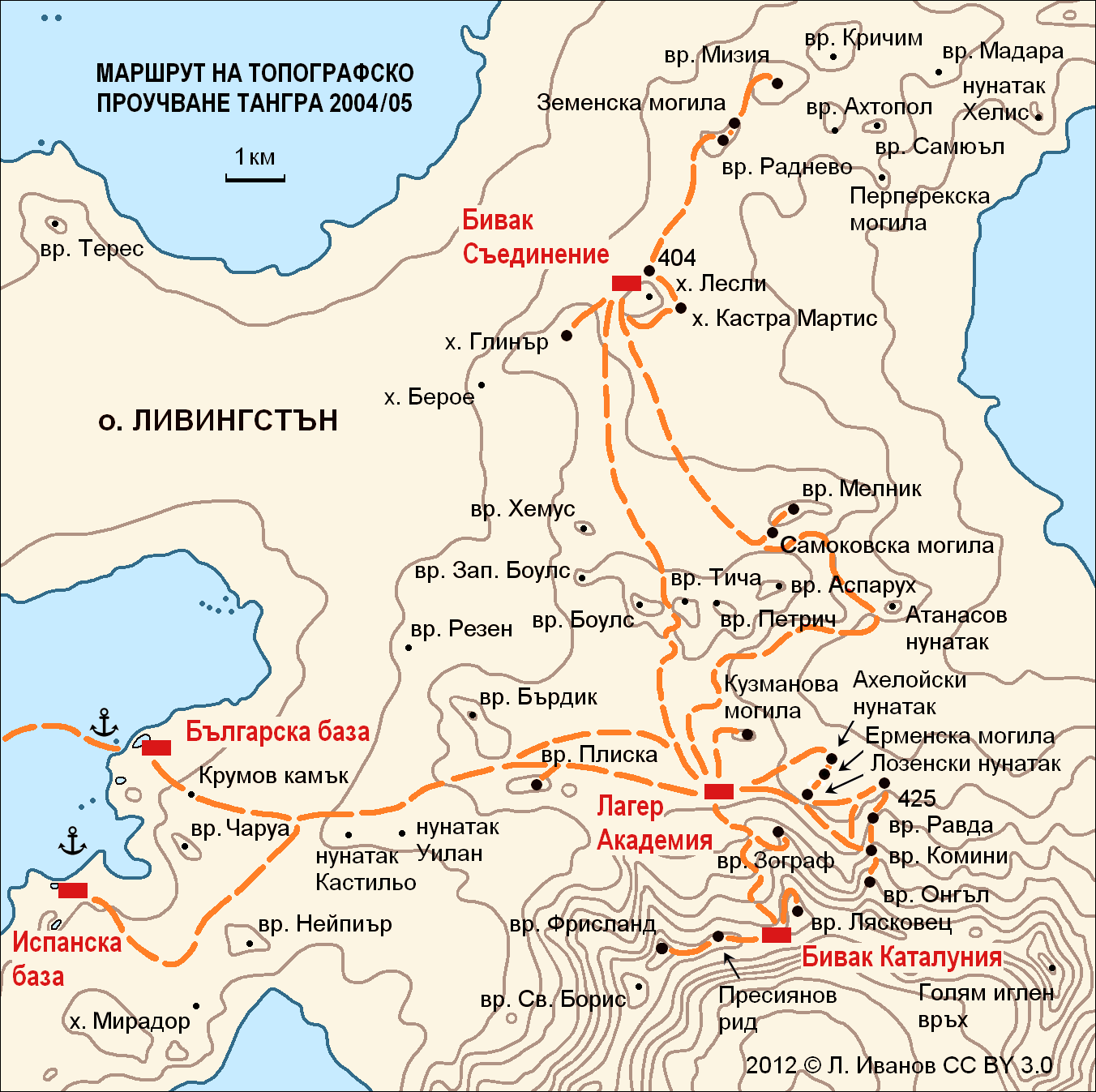
Szlak wyprawy ekspedycji

Zostało skartografowanych po raz pierwszy 146 obiektów geograficznych, zaktualizowano współrzędne 8 obiektów. Powstała nowa mapa topograficzna (w skali 1:100 000) wysp Livingstona i Greenwich, która została opublikowana przez Bułgarską Komisję Nazewnictwa Antarktycznego w sierpniu 2005 roku. Wydrukowano 1802 kopie, które są dystrybuowane w bibliotekach referencyjnych, w bułgarskich placówkach dyplomatycznych za granicą, w schroniskach turystycznych Bułgarskiego Związku Turystycznego oraz w kmetstwach bułgarskich miejscowości, których nazwy zostały użyte do nazewnictwa obiektów geograficznych na Antarktydzie. Mapa dostępna jest też w formie elektronicznej na stronie internetowej Ministerstwa Spraw Zagranicznych Bułgarii oraz w Wikimedia Commons. Historia wyprawy i jej wyniki są wykładane w Geologiczno-geograficznym Wydziale Uniwersytetu w Sofii.